# Ensamvargen
Ensamvargen, (Kozure Ōkami, 子連れ狼) är en japansk manga-serie med samuraj-tema, skapad 1970 av Kazuo Koike och Goseki Kojima. I USA går serien under namnet Lone Wolf and Cub och på svenska har serien publicerats i serietidningen Samurai.